# お笑いエピソードGP THE芸人大図鑑
『お笑いエピソードGP THE芸人大図鑑』（おわらいエピソードグランプリ ザ・げいにんだいずかん）は、ABCテレビ（朝日放送）制作・テレビ朝日系列で不定期放送されるトークバラエティ番組である。ハイビジョン制作, 字幕放送。第1回では、『お笑いエピソードGP THE芸人伝説!』という番組タイトルだった。

## 内容
お笑い芸人が、知られざる過去や(秘)プライベートなエピソードを繰り広げていく爆笑トークバラエティである。
女性審査員たちがMVP賞を授与される。

## 放送日
- 第1回 - 2009年4月3日金曜日20:00〜21:54（10.0%）
- 第2回 - 2009年10月2日金曜日19:00〜21:48（7.9%）

しかし、これ以降放送されていない。

## 出演者

### 司会
- 今田耕司(メイン）
- 高樹千佳子（アシスタント）

### ゲスト

#### 第1回
| - 出川哲朗 - 山崎邦正 - 千原せいじ（千原兄弟） - バッファロー吾郎 - カンニング竹山 - ほっしゃん。 - TKO - メッセンジャー黒田（メッセンジャー） - ペナルティ - 有吉弘行 - 河本準一（次長課長） - 高橋茂雄（サバンナ） | - 品川庄司 - サンドウィッチマン - スピードワゴン - チュートリアル - ブラックマヨネーズ - 板倉俊之（インパルス） - 麒麟 - ザブングル - 天津 - 髭男爵 - アンガールズ - 小島よしお - ハイキングウォーキング - 狩野英孝 - ハリセンボン |

#### 第2回
| - ダチョウ倶楽部 - 出川哲朗 - デンジャラス - 山崎邦正 - 山田花子 - 広川ひかる - 千原兄弟 - バッファロー吾郎 - FUJIWARA - 松村邦洋 - カンニング竹山 - TKO - 土田晃之 - オアシズ - ケンドーコバヤシ - 有吉弘行 - サバンナ - 品川祐（品川庄司） - 北陽 | - 山本吉貴 - まちゃまちゃ - タケト（Bコース） - インスタントジョンソン - ブラックマヨネーズ - 椿鬼奴 - マシンガンズ - 森三中 - フットボールアワー - 麒麟 - 天津 - くわばたりえ（クワバタオハラ） - ムーディ勝山 - 鳥居みゆき - 堤太輝（どりあんず） - 出雲阿国 - 若井おさむ - バービー（フォーリンラブ） - 渡辺直美 |

### 審査員

#### 第1回
- 松本伊代
- 中越典子
- 吉澤ひとみ
- 里田まい
- 井上和香
- 八田亜矢子
- 椿姫彩菜
- 上原美優

### ナレーション
- 立木文彦

## 遅れネット局
- BSS山陰放送（TBS系列）
  - 第2回は2009年10月25日日曜日14:00〜16:54

## スタッフ
- 構成：中野俊成、一文無隼人、木村タカヒロ、藤本昌平、原木綿子、勝木友香
- TP: 長瀧敦子
- SW: 遠山康之
- カメラ: 小林光行
- 音声: 奈良岡純一
- VE: 高橋正直
- 照明: 江川斉
- 編集: 馬場革
- MA: 川原崎智史
- 音効: 礒川浩己
- 美術プロデューサー: 松沢由之
- デザイン: 野口陽介
- 美術進行: 林政之
- 大道具: 葛西剛太
- アクリル装飾: 相田雄一
- LED: 前島亮二
- メイク: 一條純子
- バーチャルCG: 佐々木史子、北村善治、渡辺幸範
- CGビジュアルアート: 八島伸行、小笠原毅
- 編成：石橋義史（ABC）
- 番宣：福田正朝・高内三恵子・羽谷直子（以上ABC）
- 営業：中澤寛（ABC）
- コンテンツ：井上修作、山地克明（よしもとクリエイティブ・エージェンシー）
- デスク：中村美恵（ABC）、河田つきみ（b-DASH）
- AP：土屋達彦（よしもとクリエイティブ・エージェンシー）、永田浩子・福岡雅秀（以上b-DASH）
- キャスティング・ブレーン：根岸美紗子
- アシスタントディレクター：日江井かおり、木下流維、白石宗之、杉本諭久、田中英梨子、丸山友加里、大城侑子、山北剛士
- ディレクター：広瀬陽一・小澤博之・茂木孝太（以上b-DASH）、近藤創（スナッチ）
- ビジュアル演出：佐藤大輔（佐藤映像）
- 演出：岡田秀行（b-DASH）
- プロデューサー：辻史彦（ABC）、田島雄一（よしもとクリエイティブ・エージェンシー）、林敏博（b-DASH）
- チーフプロデューサー：小川隆弘（ABC）
- 協力：ニユーテレス、スウィッシュ・ジャパン、プログレッソ、フジアール、ヒビノ、glow、サウンドエフェクト、Y.D.S、ウインズウイン、IMAGICA、日本VTR
- 収録スタジオ：東京メディアシティ
- 制作協力：b-DASH
- 制作：朝日放送（ABC）、吉本興業